# 出版者著作権管理機構
一般社団法人出版者著作権管理機構（しゅっぱんしゃちょさくけんかんりきこう、英語: Japan Publishers Copyright Organization）は、出版に関する著作権等管理団体。通称は、JCOPY（ジェイコピー）。文化庁により著作権等管理事業者の認可を得ている。公益社団法人日本複製権センターの運営に参加。

## 沿革
1990年12月7日、日本書籍出版協会、日本雑誌協会、出版梓会、日本専門新聞協会、日本楽譜出版協会、日本図書教材協会、自然科学書協会の出版者7団体が任意団体として、「出版者著作権協議会」（出著協）を設立。
1991年9月30日、日本複写権センターの設立にあたって、その構成団体として、出版者の窓口となる。出版社などから委託された出版物の複写権使用料の徴収業務を日本複写権センターに再委託、複写利用料の再分配業務を開始。
2008年9月3日、前述の出版者7団体が有限責任中間法人出版者著作権協会（新・出著協）を設立登記。
2009年1月1日、出著協が新しい出著協にすべての業務を移管。同年3月5日、新・出著協が一般社団法人出版者著作権管理機構への法人格変更・名称変更を決定。
2009年3月31日、出著協が解散。同年4月16日、同機構の法人登記完了。同年9月15日、同機構が文化庁によって著作権等管理事業者としてサイトで公表される。

## 主な業務
著作物（出版物一般、雑誌に掲載された論文、図版なども含む）の複製・複写等の活用について、許諾と管理の受託、代行と仲介の事業を行っている。これに関連して利用許諾料の徴収、分配を代行している。
出版社から受けた委託出版物のリストにもとづいて、著作物の複製・複写等の許諾等について、日本複写権センターに再委託し、分配される複写権使用料を出版者7団体と別途規定してある学術研究団体に再分配している。
日本美術著作権連合、日本写真著作権協会、日本文藝家協会、日本脚本家連盟、日本シナリオ作家協会が参加する著作者団体連合（著団連）、学会などが組織する学術著作権協会（学著協）、新聞社などが参加する新聞著作権協議会（新著協）とともに、公益社団法人日本複製権センターの構成団体となっている。

## 注
1. ↑  JCOPYの沿革出版者著作権管理機構サイト内
2. 1 2 3 4  前掲・JCOPYの沿革
3. ↑  JCOPYの業務出版者著作権管理機構サイト内
4. ↑  前掲・JCOPYの業務
5. ↑  日本複写権センターの概要 Archived 2009年11月11日, at the Wayback Machine.日本複写権センターサイト内